# Ochotona thibetana
Thỏ cộc Moupin (Ochotona thibetana), còn được gọi là thỏ cộc Ribetischer, thỏ cộc Tây Tạng và thỏ cộc Manipuri, là một loài động vật có vú thuộc Họ Ochotona của Bộ Thỏ. Chúng có nhiều phân loài, một số trong đó có thể là các loài thỏ cộc tách biệt. Bộ lông mùa hè của chúng có màu nâu đỏ sẫm với một số đốm sáng ở mặt lưng và lớp đệm màu nâu nhạt trên bụng. Vào mùa đông, màu lông sáng hơn, với lớp vỏ màu nâu đến xỉn màu.
Chúng hầu như là loài động vật ăn cỏ, được tìm thấy ở các vùng núi phía đông Cao Nguyên Tây Tạng ở Trung Quốc (Cam Túc, miền nam Thanh Hải, Vân Nam và Tứ Xuyên), Bhutan, Ấn Độ (Sikkim) và miền bắc Myanmar.
Cả Liên minh Bảo tồn Thiên nhiên Quốc tế, danh sách đỏ IUCN, và danh sách đỏ của Trung Quốc đều đáng giá chúng là loài ít quan tâm; mặc dù một phân loài của chúng có thể là đang bị đe dọa. Loài này được Milne-Edwards mô tả vào năm 1871.

## Hình ảnh